# جرمین دفو
جرمین کالین دفو (انگلیسی: Jermain Colin Defoe؛ زادهٔ ۷ اکتبر ۱۹۸۲) بازیکن فوتبال اهل انگلستان بود. او بیش از ۵ فصل در باشگاه تاتنهام توپ زد و سابقه ۵۷ بازی ملی و حضور در جام جهانی ۲۰۱۰ را دارد.
دفو کار خود را با چارلتون اتلتیک آغاز کرد و در سن ۱۴ سالگی به تیم جوانان آنها پیوست. در ادامه برای وستهم یونایتد، بورنموث، تاتنهام، پورتسموث، تورنتو، ساندرلند‌ و رنجرز اسکاتلند به میدان رفت. او در رنجرز موفق به کسب عنوان قهرمانی لیگ شد و این اولین و تنها قهرمانی لیگ در دوران حرفه‌ای او در ۳۸ سالگی پیش از بازنشستگی بود. او نهمین گلزن برتر تاریخ لیگ برتر و همچنین ششمین گلزن برتر تاریخ تاتنهام است. دفو اولین بازی خود را برای انگلیس در سال ۲۰۰۴ انجام داد.